# Південний театр воєнних дій російсько-української війни
Південний театр воєнних дій російсько-української війни охоплює південь України. Наступ військ РФ розпочався 24 лютого 2022 року, після того, як вони вторгнулись через Державний кордон України, вступивши в бойове зіткнення зі Збройними силами України. Збройні сили РФ зі своєї бази в окупованому Росією Криму атакували південь України – Херсонську, Миколаївську, Запорізьку області, а також острів Зміїний Одеської області.
До 8 березня 2022 року російський загін пробивався на північний захід уздовж східного берега річки Південний Буг. Однак, за даними Інституту вивчення війни, цілком ймовірно, що українські війська зупинили це просування, оскільки російські війська стикаються з проблемами постачання та морального духу. Південний наступ поєднувався з російським наступом на сході України, що мало на меті оточення та штурм міста Маріуполь.

## Передумови
Станом на 24 лютого 2022 року територія Автономної Республіки Крим була майже 8 років під російською окупацією.
Окупація і побудова мосту через Керченську протоку дозволило росіянам використовувати Крим як плацдарм для флоту, морського десанту і 11-12 БТГ піхоти за інформацією UWIN.
За спогадами генерал-майора Андрія Соколова (командувач Оперативного командування військ «Південь» з жовтня 2021 року і до початку великої війни) напередодні вторгнення виходи з Криму прикривало угрупування з близько 1500 осіб.
Зокрема, це 59 ОМПБр, яка перебувала на 241-у полігоні в Олешках на відновленні, 137 ОБМП, який виконував стабілізаційні дії на ділянці протяжністю в 200 км. Один взвод морпіхів знаходився в опорному пункті безпосередньо перед Чонгарськими мостами. Десь ще до взводу було в опорному пункті біля КПВВ «Каланчак». І ще один взводний опорний пункт знаходився біля села Каїрка, що поблизу КПВВ «Чаплинка».
Угрупування перебувало в режимі «мирного часу»: наявні мінні поля були позначені на місцевості для безпеки мирних жителів, автошляхи та більшість мостів не заміновані, ешелонована оборона відсутня, позиції для ППО та артилерії не підготовлені. Також із чотирьох передбачених планом оборони бригад в угрупуванні була наявна лише одна, недоукомплектована, що після виходу із зони ООС перебувала на відновленні в Олешках.
Натомість, за оцінками Соколова росіяни застосували близько 25 БТГ (до 20 тисяч особового складу): 22-й армійський корпус у повному складі, не менше дивізії 58-ої армії, і до половини 7-ої десантно-штурмової дивізії, плюс до 140 літаків, 60 вертольотів і корабельний склад Чорноморського флоту.

## Хід бойових дій

### Лютий

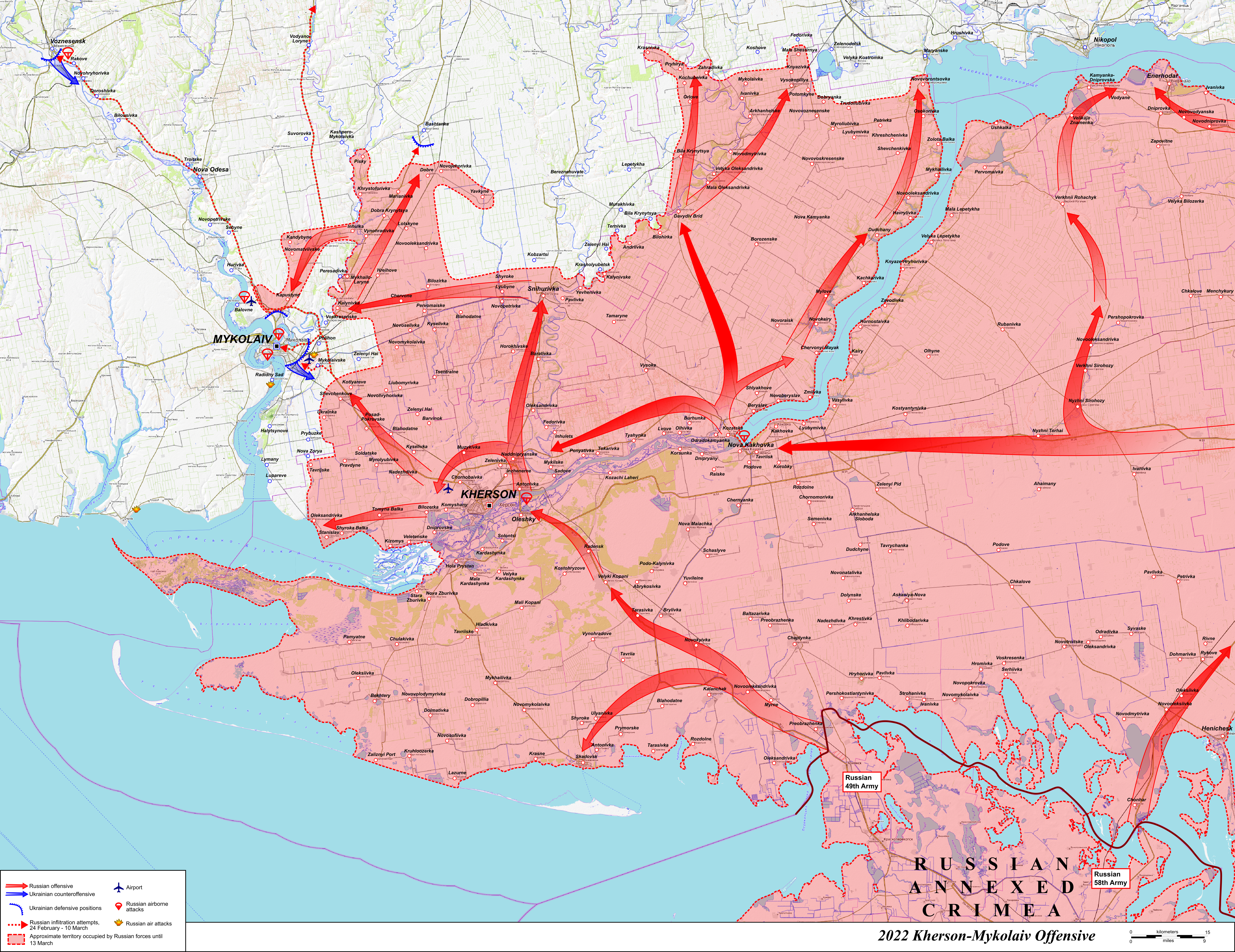
Мапа російського вторгнення з Кримського півострова в Херсонську, Миколаївську та Запорізьку області України у лютому — березні 2022 року

Вранці 24 лютого у прикордонних пунктах Херсонської області почалися активні бойові дії.
Ворог завдав масованого ракетного удару по майже всіх місцях дислокації українських підрозділів, по пунктах управління, по стартових позиціях і пунктах управління засобів ППО, по аеродрому в Мелітополі. Майже по всіх об'єктах, які розташовувалися в Херсонській, Запорізькій області. Потім противник почав вогневий наліт, обстріл артилерією українських передових позицій на Каланчацькому й Чонгарському КПВВ.
Внаслідок обстрілів ворожих військ загинули троє прикордонників, чимало було поранених.
Голова Херсонської облдержадміністрації Геннадій Лагута закликав жителів обласного центру не піддаватися паніці й довіряти лише офіційній інформації.
В першу чергу росіяни взялися за захоплення важливих мостів та переправ через Дніпро: на Каховській ГЕС російські підрозділи були вже в першій половині дня. Близько 11-ї години ранку після висадки з вертольотів російський десант зайняв позиції в районі Антонівського мосту, Антонівки та Садового. Таким чином на лівобережній частині Херсонщини в оточенні опинились частини 59-та окремої мотопіхотної бригади імені Якова Гандзюка (59 ОМПБр), які були перекинуті на полігон під Олешківськими пісками в лютому 2023 року.
Херсонським тероборонівцям, підрозділам 59 ОМПБр, та 80-ї окремої десантно-штурмової бригади вдалось вибити російський десант та втримати позиції під Антонівським мостом, що дало можливість українським військовим з боями та під обстрілами вийти з оточення.
Над Херсоном літала російська авіація. З літаків були завдані удари по українським підрозділам. Українська протиповітряна оборона була послаблена на стільки, що російські авіація могла скидати некеровані авіаційні бомби.
Українська авіація також вела активні бойові дії. Пара Су-25М1 під управлінням Олександра Щербакова і Ростислава Лазаренка завдала удару некерованими ракетами по російській військовій колоні в районі Чаплинки. В цьому бою літак Олександра Щербакова було підбито, пілот не вижив.
Згідно з відеосвідченням, трупи окупантів, спалених у своїх танках після удару ЗСУ, лежали від Каховки до Павлівки.
25 лютого, ввечері, окупанти намагалися прорватися та обійти місто зі сходу, щоб продовжити наступ у напрямку Миколаєва. Запеклі бої на Антонівському мосту тривали майже добу. Війська РФ зрештою подолали оборону Антонівського мосту та взяли під контроль переправу до міста.
Рано-вранці ціною власного життя інженер окремого батальйону 35 окремої бригади морської піхоти Віталій Скакун здійснює підрив під Генічеським автомобільним мостом на Кримському перешийку.
26 лютого в Херсоні було повідомлено про повітряну тривогу через можливі обстріли БМ-21 «Град». Росіяни захоплюють Мелітополь.
27 лютого четверо військових РФ, за попередніми даними — 33-го полку 20-ї мотострілецької дивізії з Волгоградської області, здалися місцевим мешканцям після бою та розбиття їхньої колони на кордоні з Херсонщиною. Того ж дня біля Каховки роми вкрали російський танк. Снаряд влучив у житловий будинок в Каховці.
Проти ночі з 27 на 28 лютого 2022 року, у Токмаку, як повідомляють засоби масової інформації, російські диверсанти, які перебували в складі диверсійно-розвідувальних груп на території України та попередньо викрали на одному з військових складів військову форму Збройних сил України, вступили в бій з українськими військовими.
За даними Центру стратегічних комунікацій та інформаційної безпеки, цієї ночі між перевдягненими диверсантами та ЗСУ відбулися військові бої. Диверсантів вдалося розпізнати завдяки тому, що вони носили бронежилети російської армії.

### Березень
1 березня російські окупанти обстріляли місцевих жителів у селищі Чорноморське, дві людини загинули, троє тяжко поранені.

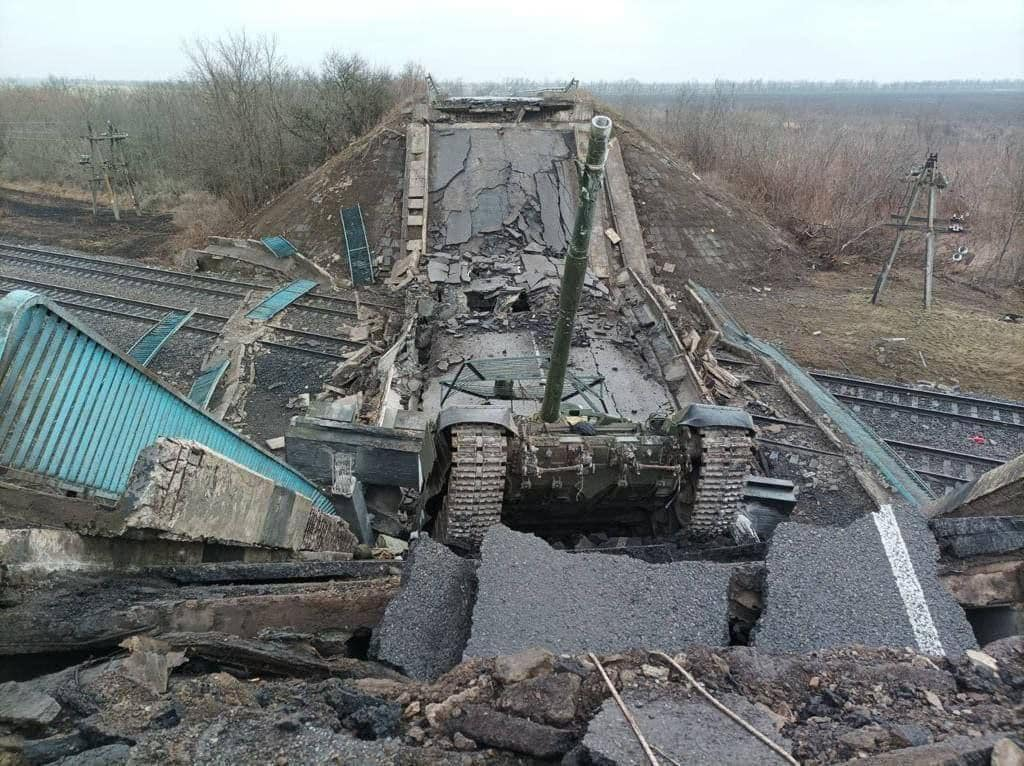
Знешкоджений російський танк Т-72Б3, підірваний разом із шляхопроводом через залізницю на автомобільній дорозі неподалік с. Калинівка Миколаївського району Миколаївської області, 2 березня 2022

У Херсоні, у Бузковому парку відбувся бій між місцевими силами територіальної оборони та російськими загарбниками.
3 березня російські окупанти зайняли телевежу в Херсоні.
10 березня українські війська стримували наступ російських військ на напрямках на Кривий Ріг, Миколаїв, Вознесенськ та Нововоронцовка Херсонської області. Стало відомо, що росіяни, які перебували на Запорізькій АЕС, замінували узбережжя Каховського водосховища вздовж станції.

### Квітень
7 квітня російські окупанти  обстріляли з БМ-21 «Град» евакуаційний човен на Каховському водосховищі. У човні було 14 осіб, серед них троє дітей. Жінка і двоє чоловіків загинули, дитина 13 років померла згодом, двоє людей зникли безвісти. Решту людей було перевезено до лікарні, серед них діти 4 і 16 років.
26 квітня окупанти завдали ракетного удару по залізнично-автомобільний мосту у смт Затока Білгород-Дністровського району Одеської області. Мостом проходить основна транспортна артерія, яка сполучає південь Одеської області з рештою України. Повідомлялося, що росіяни атакували цей міст ще 25 квітня, проте без успіху — тоді частину ракет збили під Одесою, інші впали у воду. 26 квітня одна з ракет пошкодила міст; наступного дня по ньому знову завдали ракетного удару. Одночасно, 25—26 квітня почали стрімко розгортатися події неподалік на північ — у Придністров'ї. Менше ніж за добу в Тирасполі та навколо нього пролунало три серії вибухів, про які тамтешні спецслужби відразу оголосили, що вони скоєні «диверсантами з України».

### Травень
Наприкінці травня Сили Оборони України перейшли до контрнаступу у Херсонській області.
28 травня стало відомо про створення плацдарму на лівому березі річки Інгулець в районі села Давидів Брід. Надвечір Генеральний штаб ЗСУ повідомив про відкидання ворога до населених пунктів Андріївки, Лозового та Білогірки, а зранку 29 травня — до рубежів в районі населеного пункту Костромка.

### Червень
1 червня на Криворізькому напрямку росіяни змушені посилювати свою оборону і зривають плити з автошляхів, щоб збудувати собі укріплення, та мінують узбережжя річки Інгулець. Було повідомлено, що спецпідрозділами окупантів підірвані мости через річку Інгулець в районі Давидова Броду та Великої Олександрівки. Однак українським військовим вдалось вибити ворога з позиції в селі Давидів Брід й створити плацдарм на лівому березі Інгульця. Це селище розташоване на берегу річки Інгулець та автошляху Т 2207, який веде до Нової Каховки. Тому створення плацдарму на східному березі річки було вкрай важливим для ЗСУ.
1 червня на Дніпро-Бузькому лимані ракетно-артилерійськими підрозділами Збройних Сил України було знищено два швидкісні десантні катери російських загарбників. Катери перебували в готовності до проведення диверсійно-розвідувальних дій на підконтрольній Україні території узбережжя.
14 червня ЗСУ знищили у Новій Каховці російський склад з боєприпасами.
20 червня окупантів було відкинуто з першої лінії оборони в Херсонській області.

### Серпень
Для російського окупаційного угруповання на правому березі Дніпра є чотири ключові мости — Антонівський залізничний та автомобільний, міст біля Каховської ГЕС та Дар'ївський міст через Інгулець.
Станом на 13 серпня українськими військовими були уражені, пошкоджені та частково виведені з ладу всі ці мости, що сполучали правобережне угрупування російських окупантів з лівим берегом Дніпра в Херсонській області.
14 серпня стало відомо про підрив залізничного моста на лінії між Мелітополем і Токмаком на південно-західному напрямку від Мелітополя, яка сполучала окуповане місто з окупованим Кримом.
Системні удари по логістичних центрах та головним шляхах сполучення спричинили проблеми з постачанням та поставили під загрозу спроможність правобережного угрупування оборонятись проти наступу українських військ.
Вибухи та пожежі траплялись і на військових базах в окупованому Криму: 9 серпня на авіабазі «Саки» та 16 серпня неподалік окупованого Джанкоя.
29 серпня речниця об'єднаного пресцентру Сил оборони «Південь» Наталія Гуменюк повідомила, що Збройні сили України розпочали наступ на півдні України. Вона зазначила, що українське військо здійснює наступ «на багатьох напрямках». Також Оперативне угруповання військ «Каховка» офіційно повідомило, що проломили оборону противника на Херсонщині й так званий «109-й полк ДНР», а також підрозділи повітряно-десантних військ РФ втекли з поля бою. Угрупування також доклало відео, на якому рашистський боєць розповідав, як ЗСУ «розбирають» лінію оборони за допомогою повномасштабного загальновійськового бою за підтримки артилерії, авіації й танків.
Перед початком активних дій був завданий удар по всім великим мостам: Антонівському залізничному та автомобільному, а також по мосту у Новій Каховці. Також були знищені військові об'єкти у самій Новій Каховці та Херсоні про що повідомляють у місцевих Telegram-каналах.
Речник Одеської військової адміністрації Сергій Братчук повідомив, що було уражено командний пункт 247-го десантно-штурмового полку в Чорнобаївці, а також командний пункт 331-го парашутно-десантного полку у Нововоскресенському.
29 серпня окупанти завдали потужного ракетного удару по центру Миколаєва. Ракети влучили у житлові будинки та навчальні заклади, станом на другу половину дня було відомо про двох загиблих та п'ятьох поранених. Всього протягом доби загарбники випустили 16 ракет ЗРК  С-300 по місту.

### Вересень
4 вересня українські військові звільнили селище Високопілля на Херсонщині, також впродовж місяця повідомлялось про звільнення ще деяких населених пунктів

### Жовтень
1 жовтня, ввечері, українські військові знову розпочали контрнаступ на Херсонщині. Так вночі було взяте село Золота Балка.
2 жовтня окупанти повідомляли про бої біля села Дудчани, ЗСУ було звільнено Хрещенівку та ще ряд населених пунктів.
3 жовтня ЗСУ звільнили Гаврилівку, Михайлівку та Новоолександрівку та інші населені пункти.
4 жовтня ЗСУ звільнили Дудчани, Велику Олександрівку, Малу Олександрівку, Давидів Брід, Новопетрівку та ще багато населених пунктів.
6 жовтня заступник начальника Головного оперативного управління Генштабу ЗСУ Олексій Громов повідомив, що з 1 жовтня на Херсонському напрямку українські війська звільнили 29 населених пунктів.
12 жовтня ОК «Південь» повідомило, що ЗСУ закріпили успіх зі звільнення населених пунктів: Нововасилівка, Новогригорівка, Нова Кам'янка, Трифонівка, Червоне.
Станом на 21 жовтня було звільнено 88 населених пунктів на Херсонщині, а вже 24 жовтня звільнено понад 90 населених пунктів на Херсонщині.

### Листопад
9 листопада, вранці, окупанти підірвали майже всі мости на тимчасово контрольованій ними території на правому березі Дніпра. Зокрема, окупанти підірвали Дар'ївський і Тягинський мости, на виїзді зі Снігурівки у бік Херсона через канал, у Новокаїрах, у Миловому. Знищені мости знаходились і вглиб російського плацдарму — наприклад, біля населених пунктів Тягинка та Дар'ївка на автошляху М14E58 від Нової Каховки до Херсона. Всього було знищено близько 10 мостів та переправ, таким чином правобережний плацдарм російських військ був розрізаний на частини.
У другій половині дня 9 листопада російське командування оголосило про повний відступ з правого берега Дніпра (включно з містом Херсон) й перехід до оборони по лівому берегу Дніпра.
10 листопада Валерій Залужний повідомив про звільнення ЗСУ 12 населених пунктів на Херсонщині протягом 9 листопада. Цього ж дня Роман Костенко, секретар Комітету з питань нацбезпеки, оборони та розвідки, повідомив, що Миколаївська область повністю звільнена від російської окупації.
У вечірньому зверненні Президент України Володимир Зеленський повідомив про звільнення українськими військами 41 населеного пункту на півдні України.
Станом на 10 листопада деокуповані населенні пункти: Бобровий Кут, Борозенське, Брускинське, Євгенівка, Киселівка, Павлівка, Снігурівка.

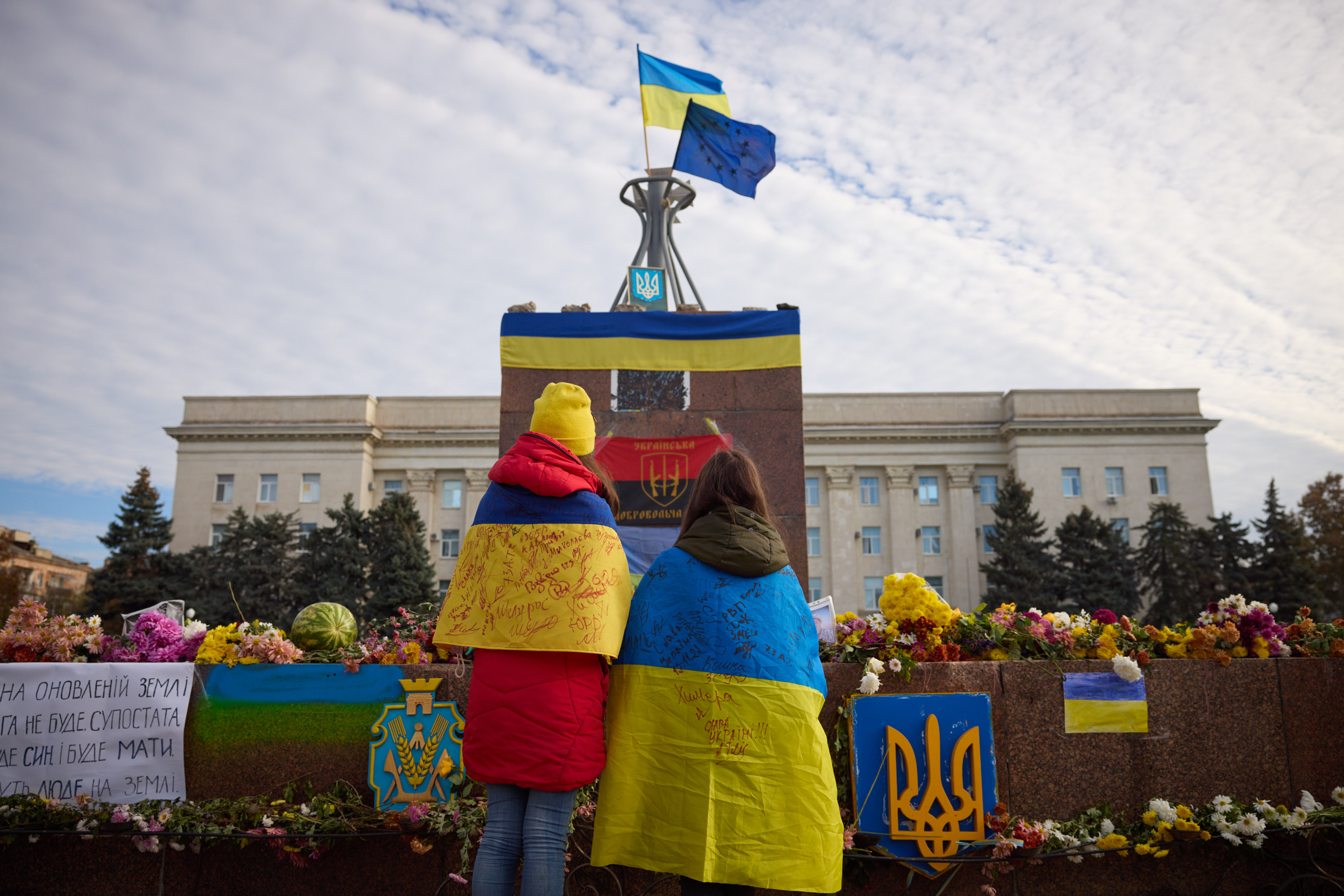
Площа Свободи після деокупації Херсона

11 листопада Наталія Гуменюк спростувала заяву Романа Костенка про повне звільнення Миколаївської області. Станом на ранок, Генеральний штаб України підтвердив звільнення 12 населених пунктів: Безводне, Безіменне, Благодатне, Бобровий Кут, Борозенське, Дудчани, Іщенка, Калинівське, Костромка, Краснолюбецьк, П'ятихатки, Садок. Вдень, у телеефірі загальнонаціонального марафону «Єдині Новини», було підтверджено звільнення Херсона Збройними силами України.
24 листопада обстріляні з РСЗВ «Град» та ствольної артилерії житлові райони міста Херсон, вбито щонайменше п'ятеро мешканців.
25 листопада внаслідок обстрілів Херсону російськими військовими вбито 15 людей, поранено 35, серед них дитина.

### Контрнаступ 2023 року

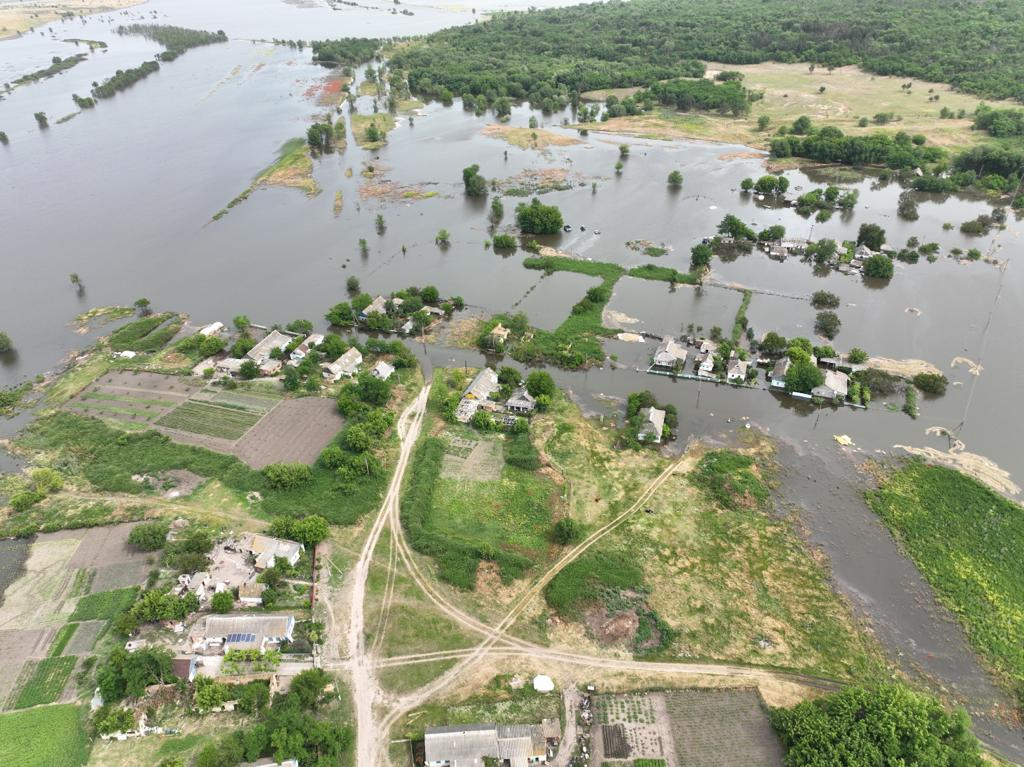
Повінь у Новогреднєве, за 128 км вверх по річці Інгулець 10 червня 2023 року, викликана руйнуванням Каховської греблі.

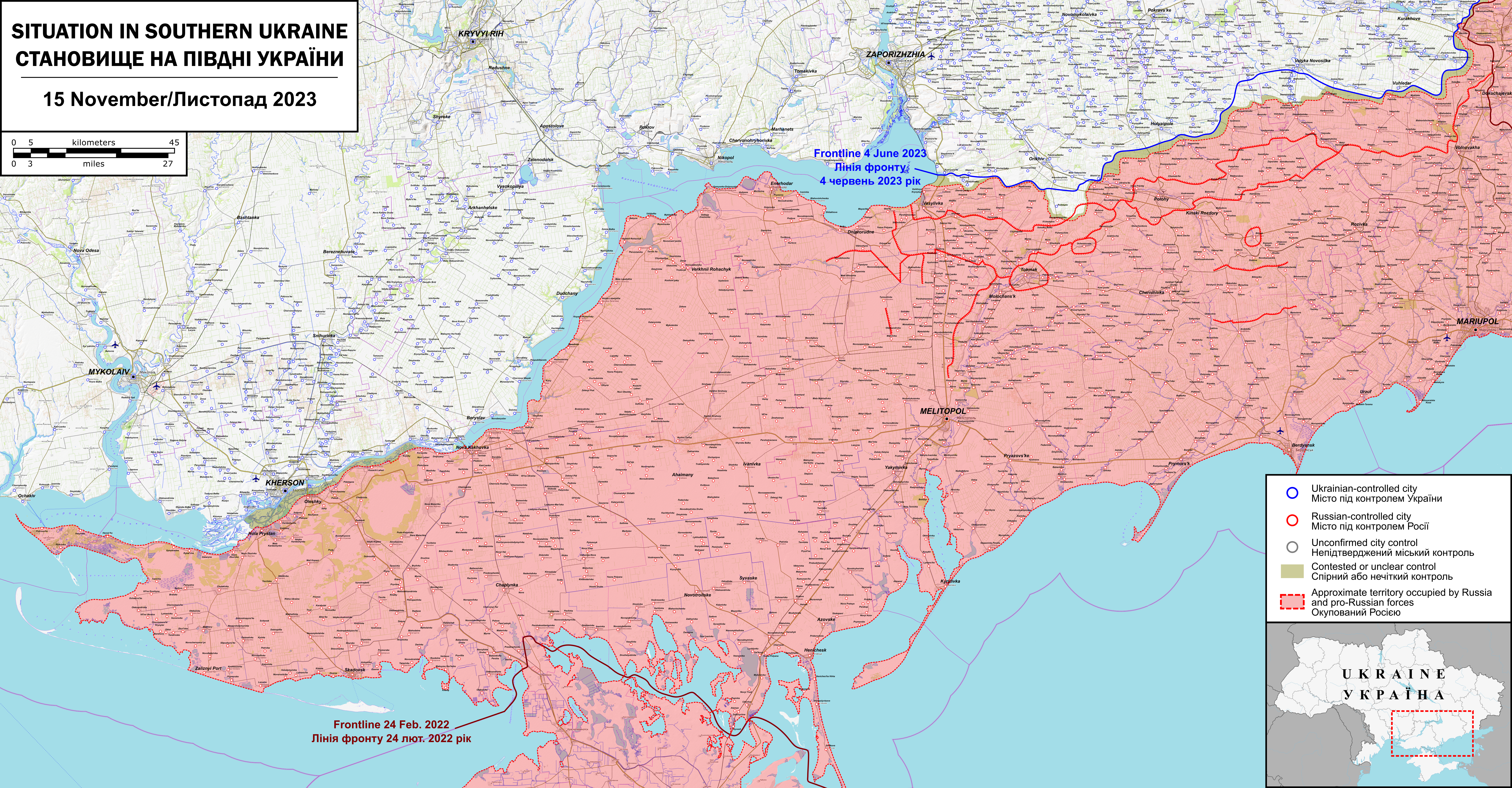
Зміни на лінії фронту після початку контрнаступу (з 4 червня 2023)

10 червня 2023 року Президент України Володимир Зеленський визнав, що Сили Оборони України ведуть контрнаступальні дії на певних ділянках фронту.
Початковий прямий наступ завершився для українського війська значними втратами, тому з липня 2023 року бої на Півдні характеризуються локальними атаками та ставкою на виснаження російської логістики артилерійськими та ракетними ударами.
Станом на кінець вересня 2023 року українські сили провели локальні наступальні операції в районі Бахмута (звільнено Андріївку та Кліщіївку) та Роботиного (на цій ділянці прорвано першу лінію оборони в кінці серпня та «лінію Суровікіна» в кінці вересня).
Крім безпосередніх наступальних дій на півдні та сході України, Сили оборони також активно завдають ударів по російській логістиці, ППО, аеродромах тощо у Криму: 22 червня, 19 липня та 6 серпня було завдано ударів по Чонгарських мостах, 17 липня безпілотні брандери вразили проліт Кримського моста, що призвело посприяло залученню великих десантних кораблів (ВДК) до логістичних задач. Два таких кораблі, «Оленєгорський горняк» та «Мінськ», було виведено з ладу 4 серпня та 14 вересня відповідно. 23 серпня та 14 вересня у Криму було успішно атаковано крилатими ракетами два комплекси С-400. Відомо також про те, що 24 серпня спецпризначенці ГУР здійснили рейд на територію Криму. 21 серпня відбулась найбільша за війну комбінована атака по Криму: безпілотники та крилаті ракети «Нептун» атакували авіабазу в Саках.

### Виноски
1. ↑  Чому Україна пропустила армію РФ з Криму в лютому 2022 року // BBC News | Україна